# Symphoricarpos orbiculatus
Symphoricarpos orbiculatus är en kaprifolväxtart som beskrevs av Conrad Moench. Symphoricarpos orbiculatus ingår i släktet snöbärssläktet, och familjen kaprifolväxter. Inga underarter finns listade i Catalogue of Life.

## Bildgalleri

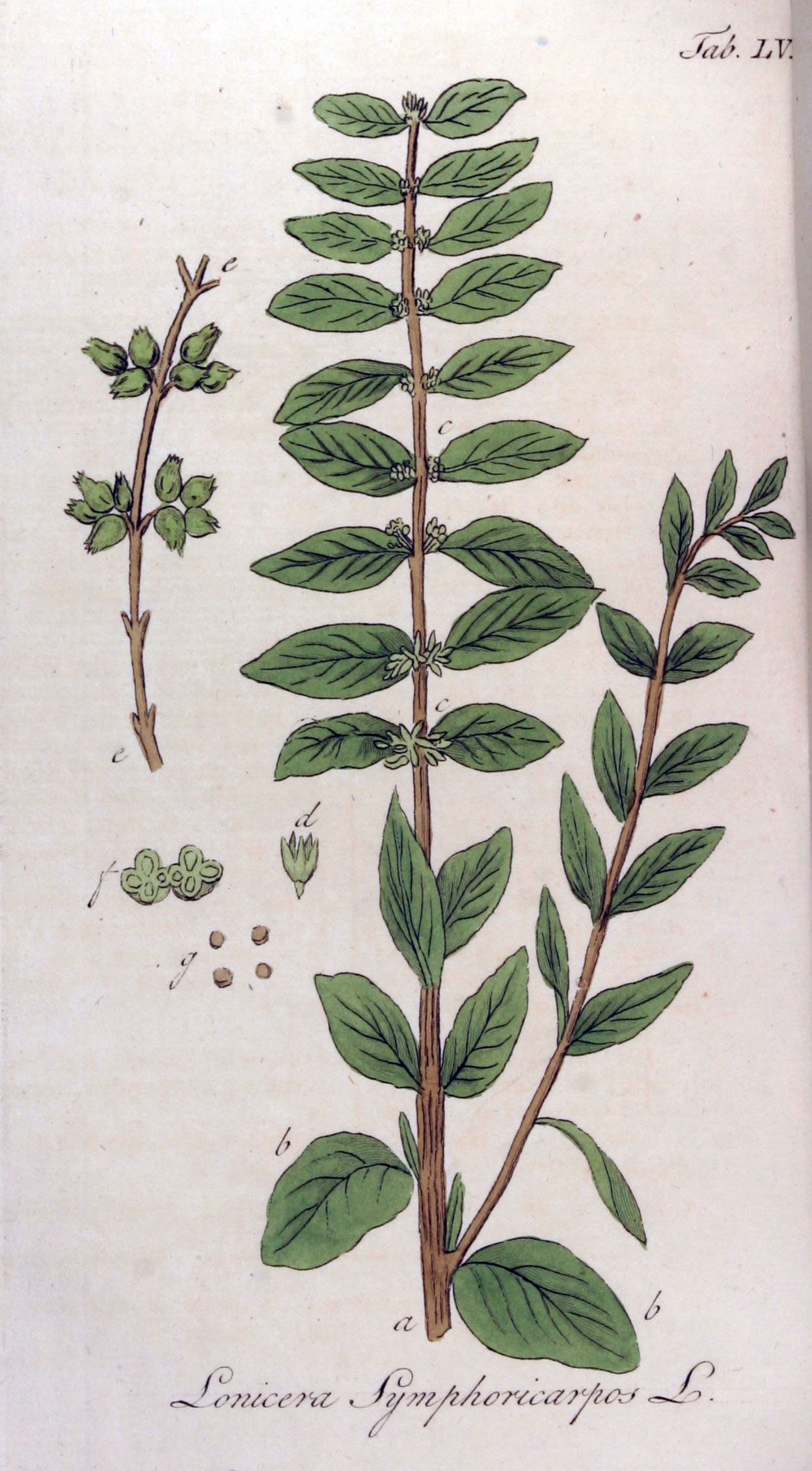
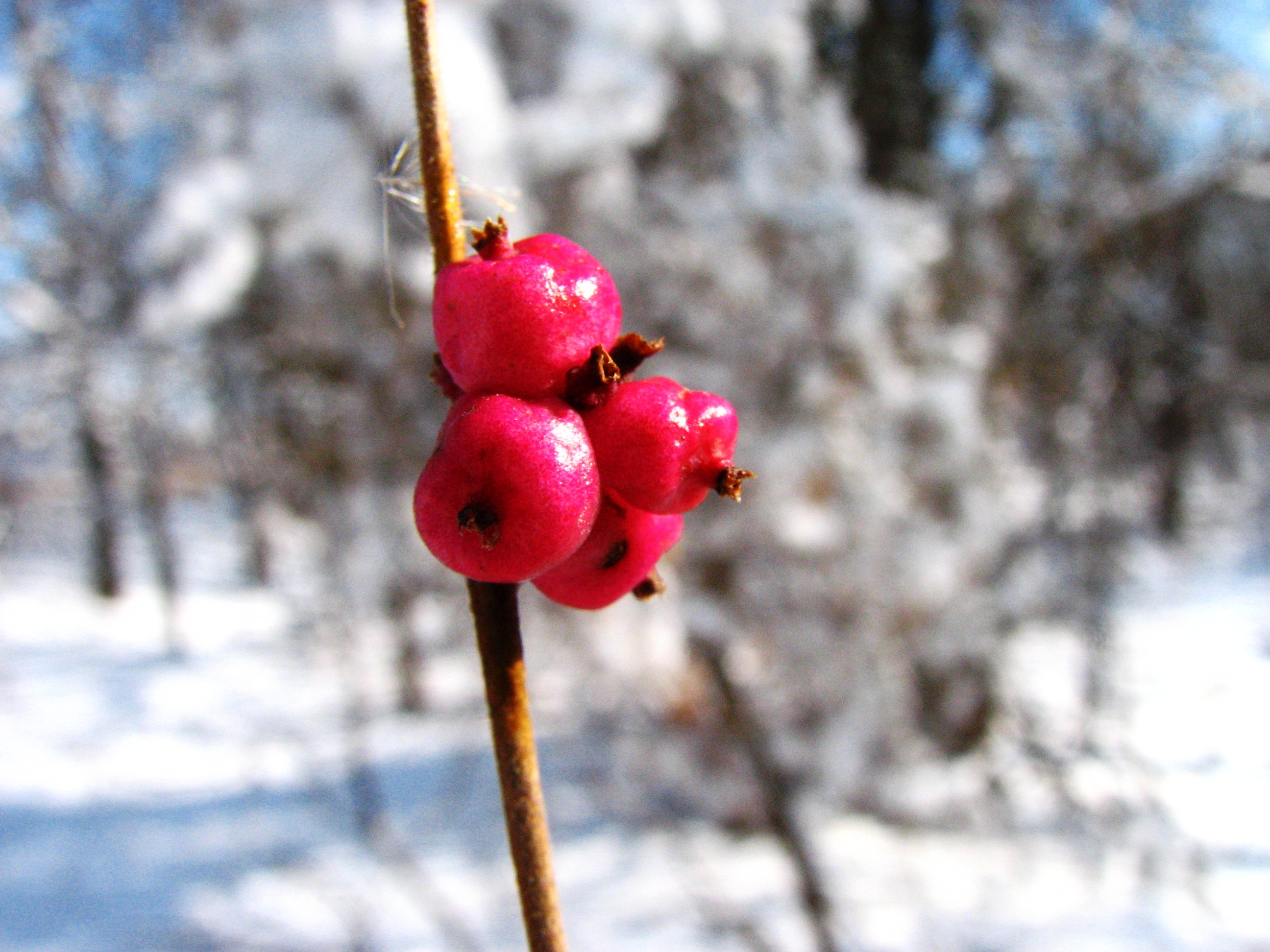
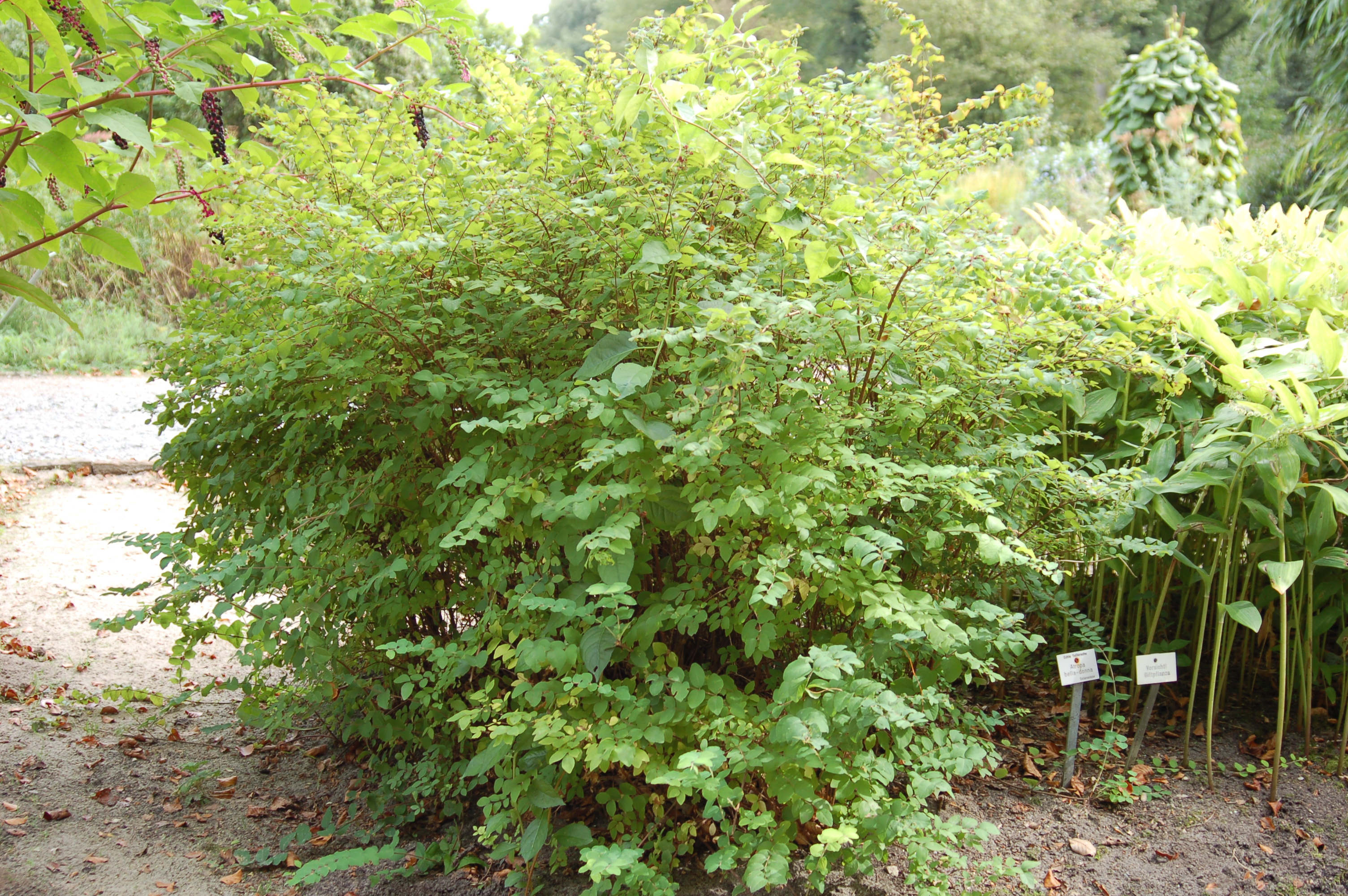
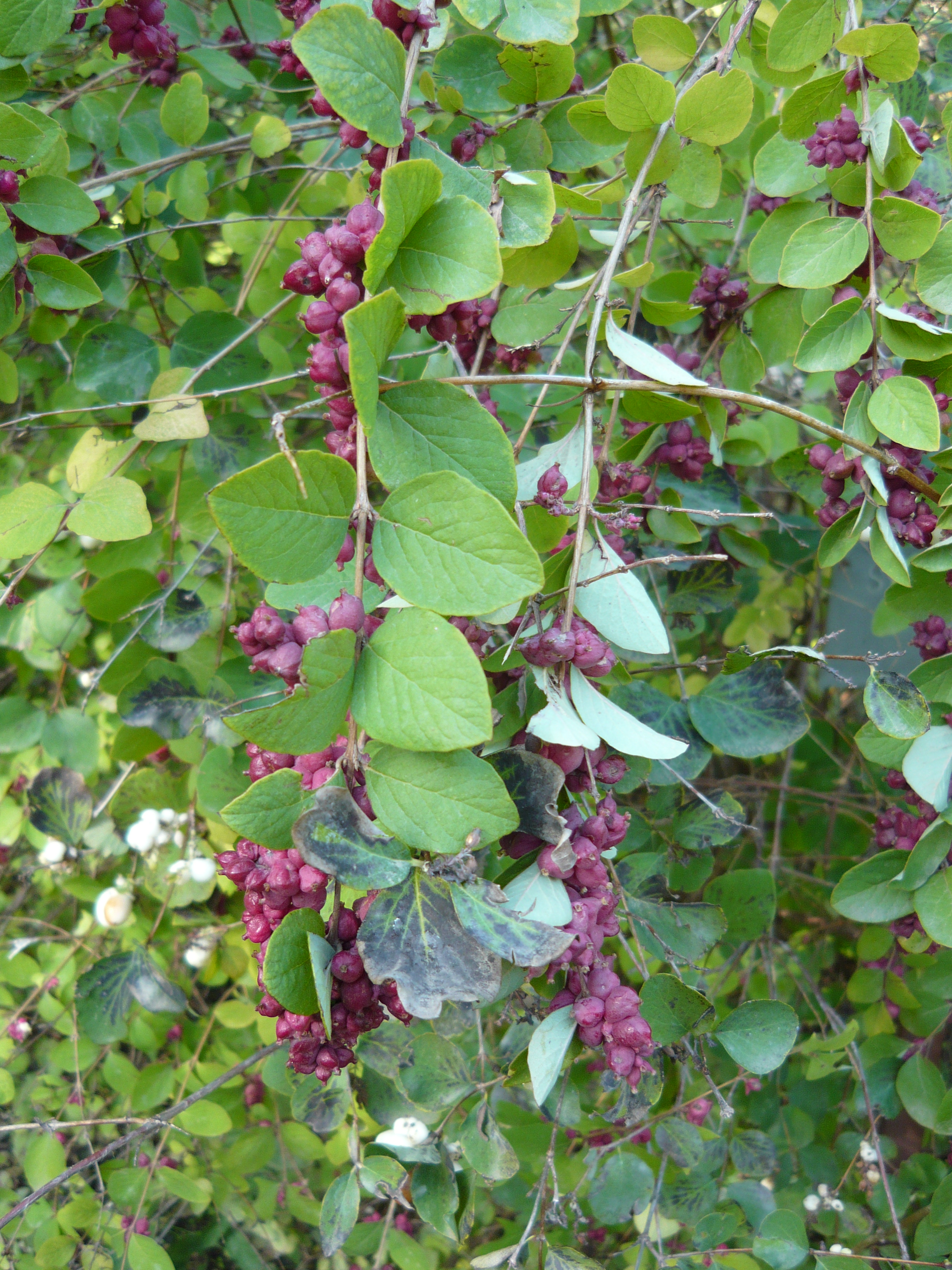
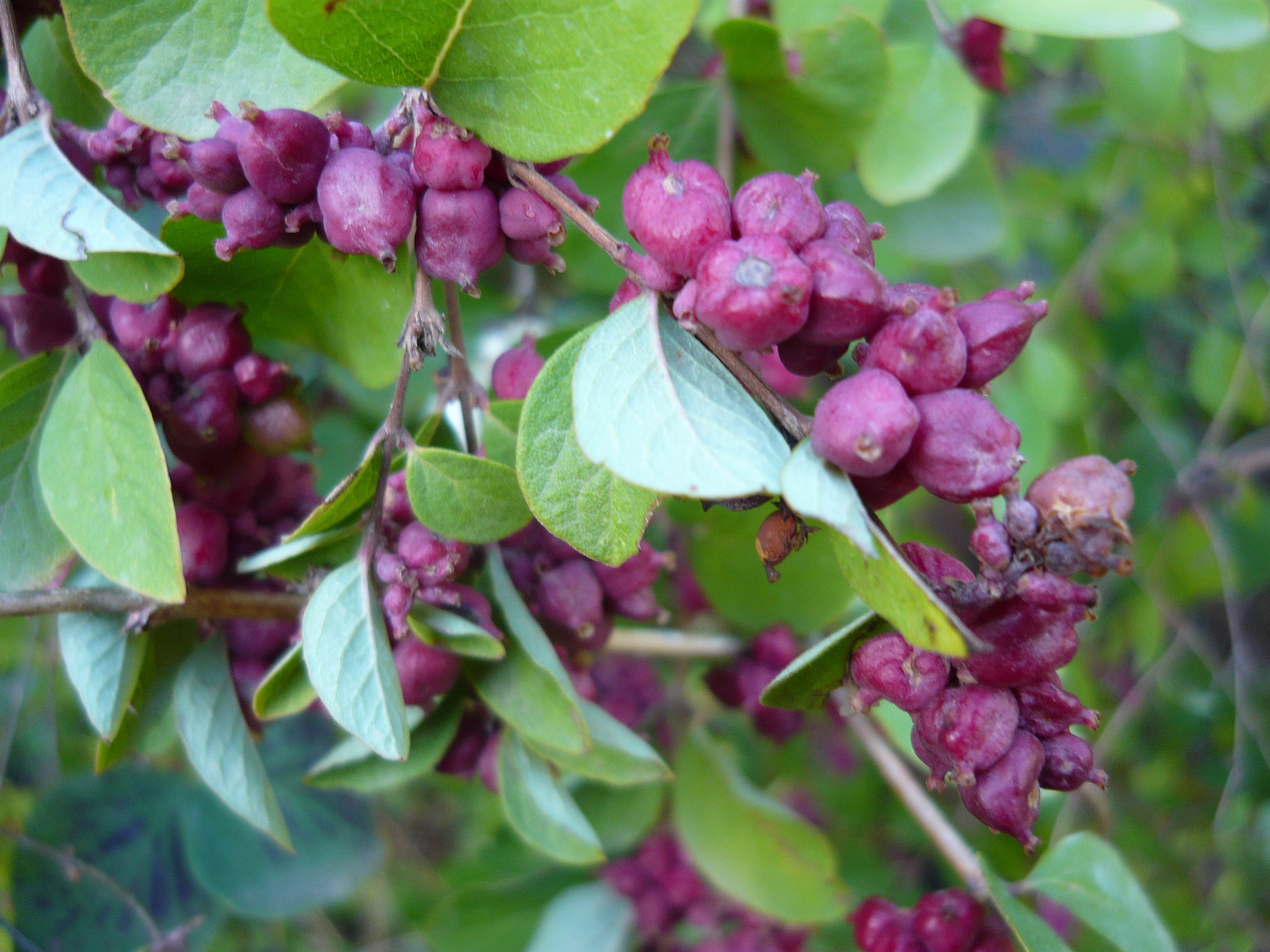
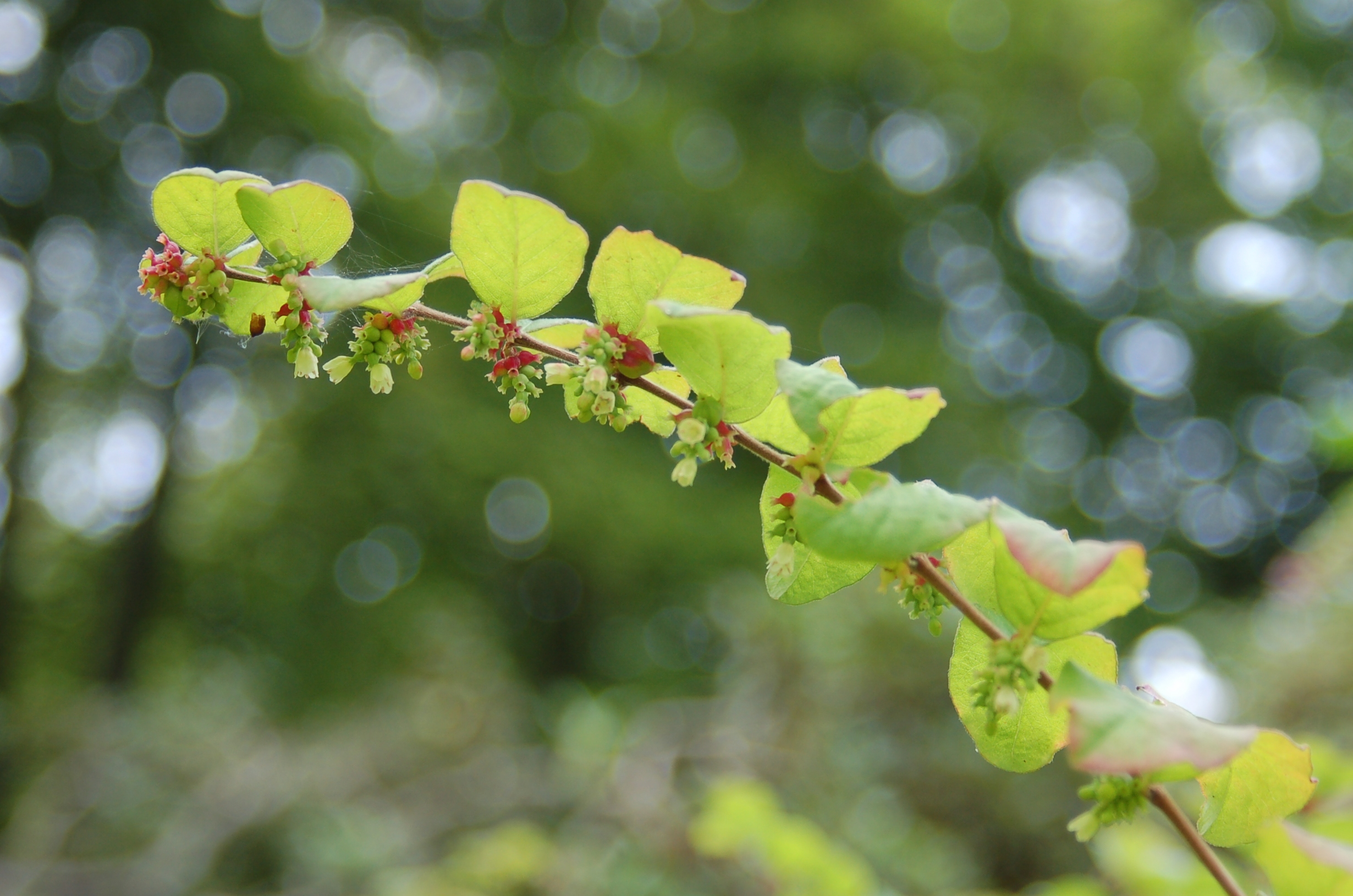